# Raphaël Guerreiro (football, 1993)
Pour les articles homonymes, voir Guerreiro et Raphaël Guerreiro.
Raphaël Guerreiro, né le 22 décembre 1993 au Blanc-Mesnil en France, est un footballeur franco-portugais, international portugais jouant au poste d'arrière gauche ou de milieu gauche au Bayern Munich.

## Biographie
Né au Blanc-Mesnil en région parisienne, d'un père portugais et d'une mère française, Raphaël Guerreiro possède les deux nationalités,. 
Il débute dans le club du Blanc-Mesnil et étudie au Campus Montsouris. 
En 2006, il intègre l'INF Clairefontaine et est y repéré en 2008 par le Stade Malherbe Caen alors qu'il évolue sous les couleurs de la JA Drancy en Seine-Saint-Denis. 
Alors qu'il a déjà signé avec le club normand, il est victime lors d'un match amical entre l'INF et les U16 de Caen d'une fracture tibia-péroné qui l'éloigne huit mois des terrains.

### Formation et débuts au SM Caen (2008-2013)
Il joue une saison avec les U17 avec le club normand puis une saison avec les U19 où il est surclassé par Philippe Tranchant. 
En 2010, il évolue avec l'équipe réserve en CFA. 
En 2011, il signe un contrat élite avec le Stade Malherbe. D'après son formateur, il peut évoluer à tous les postes sur le côté gauche. Entre 2010 et 2012, il est un cadre de l'équipe réserve puisqu'il dispute 57 rencontres de Championnat de France amateur. Lors de la saison 2011-2012, il dispute les 34 matchs de l'équipe en championnat
Le 27 juillet 2012, il dispute son premier match professionnel lors de la rencontre GFC Ajaccio-Caen comptant pour la première journée de Ligue 2. Il devient vite un titulaire indiscutable au poste d'arrière gauche.
Il distribue sa première passe décisive le 5 novembre 2012 lors de la victoire de son équipe face au Havre,. En fin de saison, il est élu meilleur latéral gauche aux Trophées UNFP.

### FC Lorient (2013-2016)
Le 27 juin 2013 il signe un contrat de 4 ans en faveur du FC Lorient dans le cadre d'un transfert estimé à 3 millions d'euros. 
Le 10 août  2013 il joue son premier match en Ligue 1 contre Lille à l'extérieur, il joue la totalité de cette rencontre perdue par son équipe (1-0).  
Le 22 novembre 2014, repositionné en milieu gauche, il marque un but décisif face au RC Lens dans la course au maintien lors de la 14e journée de Ligue 1 (victoire 1-0). Il frappe à nouveau la journée suivante, le 29 novembre, face à Toulouse pour une nouvelle précieuse victoire (3-2).

### Borussia Dortmund (2016-2023)
Le mercredi 15 juin 2016, au lendemain de sa première titularisation avec le Portugal à l'Euro contre l'Islande (1-1), il passe sa visite médicale à Dortmund puis signe son contrat de quatre ans dans la foulée dans le cadre d'un transfert estimé à 12 millions d'euros. 
Non-entré en jeu en Supercoupe d'Allemagne, il dispute son premier match officiel en Coupe d'Allemagne le 22 août 2016, remplaçant Ousmane Dembélé à la 69e alors que le score (3-0) est acquis face à l'Eintracht Trèves, club de Regionalliga. 
Il est titulaire pour la première fois avec son nouveau club, contre le Legia Varsovie, en Ligue des Champions, le mercredi 14 septembre 2016. Guerreiro marquera d'ailleurs le quatrième but, pour une victoire du Borussia 0-6.
Son entraîneur Thomas Tuchel fait principalement évoluer Guerreiro au milieu de terrain, que ce soit au centre ou sur le côté gauche, pour exploiter davantage ses aptitudes offensives.
Le 16 mai 2020, Guerreiro réalise un doublé en championnat, lors du derby face au FC Schalke 04. Son équipe l'emporte ce jour-là par quatre buts à zéro.
En juin 2023, Raphaël Guerreiro quitte le Borussia Dortmund après sept années passées au club, où il aura disputé 224 matchs et inscrit 40 buts.

### Bayern Munich (2023-)
Le 23 juin 2023, le Bayern Munich annonce son arrivée. Le joueur arrive librement et signe un contrat de trois ans, soit jusqu'en juin 2026,.
Guerreiro marque son premier but pour le Bayern le 11 novembre 2023, lors d'une rencontre de championnat face au FC Heidenheim. Il entre en jeu à la place de Dayot Upamecano et participe à la victoire de son équipe par quatre buts à deux.

### En sélection (2014-)
En novembre 2012, il est présélectionné pour un match amical avec les équipes espoirs du Portugal et de la France mais décline ces invitations pour jouer avec son club. 
En janvier 2013, il annonce qu'il a choisi de représenter le Portugal et en mars 2013, alors convoqué avec les espoirs du Portugal , il effectue sa première sélection le 20 mars face à la Suède.
Le 18 novembre 2014, il marque son premier but en sélection lors d'un match amical de prestige entre le Portugal et l'Argentine à Old Trafford, offrant la victoire aux Portugais à la minute 90+1.
Le 10 juillet 2016, il remporte l'Euro 2016 avec le Portugal et est fait Comendador da Ordem do Mérito, un ordre honorifique portugais.
L'année suivante, il dispute la Coupe des Confédérations 2017 dans laquelle le Portugal obtiendra la troisième place. Il est ensuite convoqué pour participer à la Coupe du monde 2018 en Russie.  
En 2019, il remporte la Ligue des Nations avec le Portugal.  
En mai 2021, Raphaël Guerreiro est retenu par le sélectionneur Fernando Santos pour participer à l'Euro 2020. Lors du premier match du Portugal dans cet Euro, il ouvre le score face à la Hongrie sur une passe de Rafa à la 84e minute. 
Le 10 novembre 2022, il est sélectionné par Fernando Santos pour participer à la Coupe du monde 2022. Lors du huitième de finale, il contribue à la victoire écrasante de son équipe face à la Suisse 6-1 en inscrivant le quatrième but de la partie. 

## Statistiques
| Saison                | Club                  | Championnat           | Championnat | Championnat | Championnat | Coupe nationale | Coupe nationale | Coupe nationale | Coupe de la Ligue | Coupe de la Ligue | Coupe de la Ligue | Supercoupe | Supercoupe | Supercoupe | Compétition(s) continentale(s) | Compétition(s) continentale(s) | Compétition(s) continentale(s) | Compétition(s) continentale(s) | Coupe du monde des clubs | Coupe du monde des clubs | Coupe du monde des clubs | Portugal | Portugal | Portugal | Total | Total | Total |
| Saison                | Club                  | Division              | M.          | B.          | P.d.        | M.              | B.              | P.d.            | M.                | B.                | P.d.              | M.         | B.         | P.d.       | Comp.                          | M.                             | B.                             | P.d.                           | M.                       | B.                       | P.d.                     | M.       | B.       | P.d.     | M.    | B.    | P.d.  |
| 2012-2013             | SM Caen               | Ligue 2               | 38          | 1           | 1           | 1               | 0               | 0               | 2                 | 0                 | 0                 | -          | -          | -          | -                              | -                              | -                              | -                              | -                        | -                        | -                        | -        | -        | -        | 41    | 1     | 1     |
| 2013-2014             | FC Lorient            | Ligue 1               | 34          | 0           | 1           | -               | -               | -               | -                 | -                 | -                 | -          | -          | -          | -                              | -                              | -                              | -                              | -                        | -                        | -                        | -        | -        | -        | 34    | 0     | 1     |
| 2014-2015             | FC Lorient            | Ligue 1               | 34          | 7           | 3           | 1               | 0               | 0               | 1                 | 0                 | 0                 | -          | -          | -          | -                              | -                              | -                              | -                              | -                        | -                        | -                        | 2        | 1        | 0        | 38    | 8     | 3     |
| 2015-2016             | FC Lorient            | Ligue 1               | 34          | 3           | 3           | 5               | 0               | 0               | 2                 | 0                 | 0                 | -          | -          | -          | -                              | -                              | -                              | -                              | -                        | -                        | -                        | 10       | 1        | 2        | 51    | 4     | 5     |
| Sous-total            | Sous-total            | Sous-total            | 102         | 10          | 7           | 6               | 0               | 0               | 3                 | 0                 | 0                 | -          | -          | -          | -                              | -                              | -                              | -                              | -                        | -                        | -                        | 12       | 2        | 2        | 123   | 12    | 9     |
| 2016-2017             | Borussia Dortmund     | Bundesliga            | 24          | 6           | 3           | 5               | 0               | 1               | -                 | -                 | -                 | -          | -          | -          | C1                             | 6                              | 1                              | 1                              | -                        | -                        | -                        | 8        | 0        | 4        | 43    | 7     | 9     |
| 2017-2018             | Borussia Dortmund     | Bundesliga            | 9           | 1           | 1           | 2               | 0               | 0               | -                 | -                 | -                 | -          | -          | -          | C1+C3                          | 3+1                            | 1+0                            | 0+0                            | -                        | -                        | -                        | 8        | 0        | 2        | 23    | 2     | 3     |
| 2018-2019             | Borussia Dortmund     | Bundesliga            | 23          | 2           | 6           | 3               | 0               | 0               | -                 | -                 | -                 | -          | -          | -          | C1                             | 6                              | 4                              | 0                              | -                        | -                        | -                        | 6        | 0        | 1        | 38    | 6     | 7     |
| 2019-2020             | Borussia Dortmund     | Bundesliga            | 27          | 8           | 2           | 1               | 0               | 0               | -                 | -                 | -                 | 1          | 0          | 1          | C1                             | 7                              | 0                              | 0                              | -                        | -                        | -                        | 5        | 0        | 0        | 41    | 8     | 3     |
| 2020-2021             | Borussia Dortmund     | Bundesliga            | 27          | 5           | 10          | 5               | 0               | 1               | -                 | -                 | -                 | -          | -          | -          | C1                             | 7                              | 1                              | 0                              | -                        | -                        | -                        | 11       | 1        | 1        | 50    | 7     | 12    |
| 2021-2022             | Borussia Dortmund     | Bundesliga            | 22          | 3           | 1           | 1               | 0               | 0               | -                 | -                 | -                 | -          | -          | -          | C1+C3                          | 3+1                            | 0+1                            | 0+1                            | -                        | -                        | -                        | 6        | 0        | 0        | 33    | 4     | 2     |
| 2022-2023             | Borussia Dortmund     | Bundesliga            | 27          | 4           | 11          | 3               | 0               | 1               | -                 | -                 | -                 | -          | -          | -          | C1                             | 6                              | 2                              | 1                              | -                        | -                        | -                        | 7        | 1        | 2        | 43    | 7     | 15    |
| Sous-total            | Sous-total            | Sous-total            | 158         | 29          | 32          | 20              | 0               | 3               | -                 | -                 | -                 | 1          | 0          | 1          | -                              | 40                             | 10                             | 3                              | -                        | -                        | -                        | 51       | 2        | 10       | 270   | 41    | 49    |
| 2023-2024             | Bayern Munich         | Bundesliga            | 20          | 3           | 0           | 1               | 0               | 0               | -                 | -                 | -                 | -          | -          | -          | C1                             | 7                              | 0                              | 2                              | -                        | -                        | -                        | 1        | 0        | 0        | 29    | 3     | 2     |
| 2024-2025             | Bayern Munich         | Bundesliga            | 23          | 4           | 4           | 2               | 0               | 0               | -                 | -                 | -                 | -          | -          | -          | C1                             | 9                              | 1                              | 0                              | 4                        | 0                        | 0                        | 0        | 0        | 0        | 38    | 5     | 4     |
| 2025-2026             | Bayern Munich         | Bundesliga            | 0           | 0           | 0           | 0               | 0               | 0               | -                 | -                 | -                 | 1          | 0          | 0          | C1                             | 0                              | 0                              | 0                              | -                        | -                        | -                        | 0        | 0        | 0        | 1     | 0     | 0     |
| Sous-total            | Sous-total            | Sous-total            | 43          | 7           | 4           | 3               | 0               | 0               | -                 | -                 | -                 | 1          | 0          | 0          | -                              | 16                             | 1                              | 2                              | 4                        | 0                        | 0                        | 1        | 0        | 0        | 68    | 8     | 6     |
| Total sur la carrière | Total sur la carrière | Total sur la carrière | 338         | 46          | 43          | 30              | 0               | 3               | 5                 | 0                 | 0                 | 2          | 0          | 1          | -                              | 56                             | 11                             | 5                              | 4                        | 0                        | 0                        | 64       | 4        | 12       | 499   | 61    | 64    |

### Buts en sélection
Le tableau suivant liste les buts inscrits par Raphaël Guerreiro avec l'Équipe du Portugal.
| Buts internationaux de Raphaël Guerreiro | Buts internationaux de Raphaël Guerreiro | Buts internationaux de Raphaël Guerreiro | Buts internationaux de Raphaël Guerreiro | Buts internationaux de Raphaël Guerreiro | Buts internationaux de Raphaël Guerreiro | Buts internationaux de Raphaël Guerreiro |  |
| But                                      | Date                                     | Lieu                                     | Adversaire                               | Score                                    | Résultat                                 | Compétition                              |  |
| ---------------------------------------- | ---------------------------------------- | ---------------------------------------- | ---------------------------------------- | ---------------------------------------- | ---------------------------------------- | ---------------------------------------- |  |
| 1.                                       | 18 novembre 2014                         | Old Trafford, Manchester, Angleterre     | Argentine                                | 1 - 0                                    | V 1 - 0                                  | Match amical                             |  |
| 2.                                       | 29 mai 2016                              | Estadio do Dragao, Porto, Portugal       | Norvège                                  | 2 - 0                                    | V 3 - 0                                  | Match amical                             |  |
| 3.                                       | 15 juin 2021                             | Puskás Aréna, Budapest, Hongrie          | Hongrie                                  | 1 - 0                                    | V 3 - 0                                  | Euro 2020                                |  |
| 4.                                       | 6 décembre 2022                          | Stade de Lusail, Lusail, Qatar           | Suisse                                   | 4 - 0                                    | V 6 - 1                                  | Coupe du monde 2022                      |  |

## Palmarès

### En club
|  |  | Borussia Dortmund - Bundesliga - Vice-champion : 2019, 2020, 2023 - Coupe d'Allemagne - Vainqueur : 2017 et 2021 - Supercoupe d'Allemagne - Vainqueur : 2019 |
|  |  | Bayern Munich - Bundesliga - Vainqueur : 2025 - Supercoupe d'Allemagne - Vainqueur : 2025                                                                    |

### En sélection
|  |  | Portugal Espoirs - Euro espoirs - Finaliste : 2015 |  | Portugal - Euro - Vainqueur : 2016 - Ligue des Nations - Vainqueur : 2019 - Coupe des confédérations - Troisième : 2017 |

### Distinction individuelle
- Membre de l'équipe-type de l'Euro 2016
- Commandeur de l'Ordre du Mérite[23]
- Meilleur passeur de la Bundesliga lors de la saison 2022-2023